# Steve Redgrave
Sir Steven Geoffrey Redgrave (Marlow, 23. ožujka 1962.), je britanski veslač koji je osvojio 5 uzastopnih zlatnih medalja na Olimpijskim igrama u razdoblju od 1984. do 2000., te još jednu dodatnu broncu 1988. godine. 
Kao jedan od rijetkih sportaša kojem je uspio taj fantastični doseg, Redgrave se smatra najuspješnijim veslačem uopće te najuspješnijim britanskim olimpijcem. U dugogodišnjoj karijeri je osim olimpijskih medalja osvojio i impozantnih 9 zlatnih medalja na Svjetskim prvenstvima.

## Veslačka karijera
Redgrave je veslač od skoro 2 metra visine i težak oko 100 kg (kada je u natjecateljskoj formi). Fizička pripremljenost je uvijek bila vrhunska, tako da je jednom prilikom bio svjetski prvak i na veslačkom ergometru, spravi koja precizno mjeri formu veslača. Veslao je uglavnom rimen discipline, gdje svaki veslač barata samo jednim veslom, a najveće dosege je postigao u dvojcu bez kormilara te četvercu bez kormilara. Pobjede je postizao u različitim kombinacijama i s različitim partnerima, što još više ističe njegovu kvalitetu i postojanost.
Ono što posade u kojima je veslao Redgrave posebno odlikuje nije dominantnost u utrkama, već njihova stabilnost. Po fizičkim i tehničkim karakteristikama bile su to odlične posade, ali često su takvi bili i konkurenti. Redgrave nije u utrkama pobjeđivao s lakoćom, većina važnih utrka su bile vrlo teške i dobivene s malom razlikom u cilju. Primjerice od 5 pobjeda na Olimpijskim igrama njih četiri je bilo s razlikom manjom od dvije sekunde! Ipak, utrku nakon utrke, godinu za godinom, uvijek je u teškim utrkama Redgrave bio taj koji je najčešće izlazio kao pobjednik, što govori osim o iznimnoj fizičkoj spremi i o fantastičnoj mentalnoj čvrstoći.
Njegovi nastupi zadnjih godina karijere su bili otežani bolešću, jer mu je 1997. dijagnosticiran dijabetes. Ta činjenica najbolje govori s kakvom odlučnošću i voljom je Redgrave pristupao veslanju kad ga niti strogi režim prehrane i terapija vezanih za bolest nisu mogli odvratiti od pobjedničkih nastupa.

## Aktivnosti nakon veslačke karijere
Redgrave je ostao aktivan u javnom životu u svojoj domovini i šire i nakon završetka sportske karijere. Često nastupa kao pozvani govornik, gdje posebno mladima prenosi svoja životna iskustva i nazore. Autor je i nekoliko knjiga, koje dijelom govore o veslanju, ali se mogu čitati i kao inspirativno štivo o upornosti, ciljevima i životnoj borbi. Jednu knjigu je posvetio i svojoj borbi s dijabetesom.
Godina 1989. i 1990. je bio član britanske posade u bobu četverosjedu, iako bez značajnijih međunarodnih rezultata.
Godine 2001. je proglašen vitezom Ujedinjenog Kraljevstva.
Redgrave se često susreće na raznim dobrotvornim akcijama. U travnju 2006. je nastupajući na maratonu u Londonu po treći put, sakupio preko milijun funti za dobrotvorne svrhe.

## Ostvareni rezultati
- Olimpijske medalje: 5 zlata, 1 bronca
- Medalje na Svjetskim prvenstvima: 9 zlata, 2 srebra, 1 bronca
- Medalje na Svjetskim prvenstvima za juniore: 1 srebro

### Olimpijske igre
- 2000. - zlato, četverac bez kormilara (s Matthew Pinsentom, Tim Fosterom i James Cracknellom)
- 1996. - zlato, dvojac bez kormilara (s Matthew Pinsentom)
- 1992. - zlato, dvojac bez kormilara (s Matthew Pinsentom)
- 1988. - zlato, dvojac bez kormilara (s Andy Holmesom)
- 1988. - bronca, dvojac s kormilarom (s Andy Holmesom i Patrick Sweeneyem)
- 1984. - zlato, Coxed Four (s Martin Crossom, Adrian Ellisonom, Andy Holmesom i Richard Budgettom).

### Svjetska prvenstva
- 1999. - zlato, četverac bez kormilara (s James Cracknellom, Ed Coodom i Matthew Pinsentom)
- 1998. - zlato, četverac bez kormilara (s James Cracknellom, Tim Fosterom i Matthew Pinsentom)
- 1997. - zlato, četverac bez kormilara (s James Cracknellom, Tim Fosterom i Matthew Pinsentom)
- 1995. - zlato, dvojac bez kormilara (s Matthew Pinsentom)
- 1994. - zlato, dvojac bez kormilara (s Matthew Pinsentom)
- 1993. - zlato, dvojac bez kormilara (s Matthew Pinsentom)
- 1991. - zlato, dvojac bez kormilara (s Matthew Pinsentom)
- 1990. - bronca, dvojac bez kormilara (s Matthew Pinsentom)
- 1989. - srebro, dvojac bez kormilaa (sa Simon Berrisfordom)
- 1987. - zlato, dvojac bez kormilara (s Andy Holmesom)
- 1987. - srebro, dvojac s kormilarom (s Andy Holmesom i Patrick Sweeneyem)
- 1986. - zlato, dvojac s kormilarom (s Andy Holmesom i Patrick Sweeneyem)
- 1985. – 12. mjesto, samac
- 1983. - samac, bez plasmana
- 1982. – 6. mjesto, četverac skul
- 1981. – 8. mjesto, četverac skul

### Svjetska prvenstva za juniore
- 1980. - srebro, dvojac na pariće
- 1979. - samac, bez plasmana

## Citat
Nakon pobjede i zlatne medalje na Olimpijskim igrama u Atlanti 1996. godine, Redgrave, na pitanje novinara hoće li nastaviti karijeru te nastupati još četiri godine, do sljedećih Igara u Sydneyu, je uživo u TV prijenosu odgovorio sljedeće: "Svaki onaj koji me od sada na dalje zatekne bilo gdje u blizini veslačkog čamca, ima moju dozvolu da me bez oklijevanja ustrijeli!". Odluku je promijenio 1997. godine te nastavio veslati sve do konačnog prestanka karijere nakon zlatne olimpijske medalje 2000. godine.